# Phan Huy Ôn
Phan Huy Ôn (1754-1786) tự là Hòa Phủ, hiệu Chỉ Am, tước Mỹ Xuyên hầu là một chính trị gia và nhà sử học thời Lê trung hưng trong lịch sử Việt Nam.

## Tiểu sử
Ông sinh năm 1754 tại làng Thu Hoạch, huyện Thiên Lộc, phủ Đức Quang, trấn Nghệ An (nay là xã Thạch Châu, huyện Thạch Hà, tỉnh Hà Tĩnh).
Ông là con trai thứ ba của Khuê Phong hầu Phan Huy Cẩn. Phan Huy Ôn được sinh vào cùng năm cha ông đỗ Tiến sĩ.
Ông thuở còn trẻ tên là Khuông, lớn lên đi thi đổi là Uông, tự Trọng Dương, hiệu Nhã Hiên, đến sau khi đỗ thi hương, lại đổi tên là Ôn, tự Hòa Phủ, hiệu Chỉ An.
Năm 1774, ông đỗ Giải nguyên trường thi Hương trấn Nghệ An.
Năm 1779, ông đỗ Tiến sĩ đệ tam giáp khoa Kỷ Hợi, năm Cảnh Hưng đời vua Lê Hiển Tông. Ông là vị Tiến sĩ được khắc tên ở lần gần đây nhất trong tấm bia cuối cùng ở Văn Miếu - Quốc tử giám Hà Nội. Tấm bia được dựng vào ngày tốt tháng 11 năm Canh Tý, niên hiệu Cảnh Hưng thứ 41 (1780).
Sau khi đỗ đại khoa, ông làm quan cho nhà Lê đến chức Đốc đồng Sơn Tây và Thái Nguyên rồi thăng Hàn lâm Thị chế tước Mỹ Xuyên bá.
Năm 1786, ông mất khi chỉ mới 32 tuổi. Khi mất, ông được vua tặng chức Hàn lâm thị giảng tước Mỹ Xuyên hầu.

## Tác phẩm
1. Liệt truyện đăng khoa bi khảo.
2. Khoa bảng tiêu kỳ
3. Nghệ An tạp kí
4. Thần quật ký

Ngoài ra, sách Chỉ minh lập thành toán pháp được đề tên là Phan Huy Khuông, trùng với tên thiếu thời của ông, nên hiện vẫn chưa rõ ông có phải chính là tác giả của bộ sách này không.